# 龐秋雁
龐秋雁（英語：Annike Pong Chau-ngan，1968年—），前亞洲電視女藝員，基督徒，畢業於中華基督教會全完中學（1984年中五）以及香港演藝學院，1984年被星探發現，參演廣告入行，其後投身電影界發展。1990年代加入亞洲電視，曾是亞視二線花旦，多飾演年紀較小的角色，如學生妹、千金小姐等。其後與演員黎劍星結婚，育有二子黎子諾及黎允諾。2002年離開亞視後淡出螢屏，專心相夫教子，偶爾會參演福音電影。2013年與妹妹龐倩渝成立『音樂兒童基金會』，現于浸會大學教授表演課程。

## 電視劇（亞洲電視）
- 1989年：《安樂茶飯》 飾 谷美琪
- 1989年：《仙鶴神針》飾 李青鸞
- 1989年：《小白龍》飾 秋葉公主
- 1989年：《皇家儷人》
- 1990年：《大富大貴》
- 1990年：《樓下伊人》 飾 寶寶
- 1991年：《乖女也瘋狂》 飾 利茱迪
- 1991年：《暴雨燃燒》 飾 勞小燕
- 1991年：《中華英雄之中華傲訣》 飾 思傲
- 1992年：《摩登七十二家房客》
- 1992年：《李小龍傳》 飾 李詠兒
- 1992年：《八婆會館》飾 羅小文
- 1993年：《鐵咀雞與扭紋柴》飾 Candy
- 1993年：《點解阿sir系隻鬼II》 飾 吳彩
- 1993年：《皇家警察實錄II》 飾 女警
- 1994年：《冬日驕陽》 飾 容家琪
- 1994年：《鳳凰傳說》 飾 Eva
- 1995年：《法外英雄·無良大國手》
- 1995年：《九品芝麻官》 飾 靳秋鳴
- 1995年：《有房出租之桃花煞》
- 1997年：《萬事勝意》 飾 趙學德
- 2000年：《寶島春夢》 飾 吳秀珍
- 2001年：《騷東坡》 飾 王閏之
- 2001年 (2015年播出)：《大地遺孤》 飾 曾秀英

## 電視劇（廣東電視台）
- 1996年：《丐王》

## 單元劇（香港電台）
- 1984年：《溫馨集：燕歸來》飾 舒詠嘉
- 1984年：《執法者：夜》飾 Nancy
- 1987年：《暴風少年：阿貓與狗仔》飾 阿Cat
- 1991年：《香港夢：輪舞》飾 陸菲華
- 1989年：《人間有情：三十而立》飾 阿敏
- 1989年：《論盡都市人：門前雪》

## 電影
- 摸錯骨 (1985)
- 你情我願 (1986)
- 八喜臨門 (1986)
- 雙龍吐珠 (1986)
- 奪寶計上計 (1986)
- 三對鴛鴦一張床 (1988)

## 舞台劇/戲劇
- 1986年：《阿茜的救國夢》 （页面存档备份，存于）（香港演藝學院）
- 2005年：《小冬校園與森林之夢》（西灣河文娛中心）

## 廣告代言
- 1984年：《早晨麥當勞》 （页面存档备份，存于）
- 1986年：《卡樂B波浪薯片》
- 1987年：《雀巢甘脆朱古力》